# Réseau des collectivités territoriales pour une économie solidaire
Le Réseau des collectivités territoriales pour une économie solidaire (RTES) est un groupement de collectivités territoriales françaises qui s’engagent pour le développement de l'économie sociale et solidaire (ESS) sur leur territoire.
En 2021, le RTES rassemble plus de 179 collectivités : conseils régionaux, conseils départementaux, métropoles, intercommunalités et communes.

## Histoire
En 2014, à la suite de la promulgation de la loi sur l'économie sociale et solidaire et la transposition des directives de l'Union européennes relative aux marchés publics en France, elle anime des formations sur l’intégration d’exigences environnementales et sociales (notion de cycle de vie dans les spécifications techniques ou en tant que critère de choix du candidat) au sein des commandes publiques.
En 2016, l'association publie les différents modes de contractualisation entre une collectivité et les acteurs de l'ESS de leur territoire.
Lors des élections municipales françaises de 2020, tout comme lors des élections régionales et élection départementales de 2021, l'association met à disposition des candidats une vingtaine de fiche ressources pour intégrer à leur programme et mettre en place des projets d'ESS,.
En 2021, le RTES organise un cycle de 4 webinaires sur le thème de « L'Économie sociale et solidaire, levier de coopération au service du développement
durable des territoires ». Cette formation destinée aux élus locaux, aux agents de l'État et aux responsables de développement économique et social, est organisée conjointement avec la Chambre régionale de l'économie sociale et solidaire de Centre-Val de Loire est publié auprès du Centre national de la fonction publique territoriale.
En 2021, RTES rassemble 179 collectivités – neuf régions, 17 départements, 81 intercommunalités dont 16 métropoles, 72 communes.
En 2022, l'association RTES anime une réunion du club des collectivités pour l’ESS organisé par l'association des maires d’Ile-de-France.